# Grb Nina
Grb grada Nina nalazi se u plavom štitu. Unutar štita prikazan je bijeli grad okružen zidinama i morem. Zidine završavaju s 3 gradske kule s kruništem. Do otvorenih gradskih vrata vodi most, a iznad grada, u heraldički lijevom gornjem kutu nalazi se zlatna šesterokraka zvijezda. Isti takav grb nalazi se na kamenim reljefima sačuvanim na gradskim zidinama. Grad okružen vodom, kakav je prikazan na grbu grada Nina, dobro prikazuje stvarni položaj srednjovjekovnoga Nina izgrađenog na malenom otočiću u plitkom morskom zaljevu.